# Torre d’Arese
Torre d’Arese ist eine norditalienische Gemeinde (comune) mit 917 Einwohnern (Stand 31. Dezember 2023) in der Provinz Pavia in der Lombardei. Die Gemeinde liegt etwa 13,5 Kilometer nordwestlich von Pavia am Lambro und grenzt unmittelbar an die Provinz Lodi. 

## Geschichte
812 wird der Ort als Torre erstmals erwähnt. 